# Historia Jackie Bouvier Kennedy Onassis
Historia Jackie Bouvier Kennedy Onassis – amerykański film biograficzny z 2000 roku, opowiadający o życiu Jacqueline Kennedy Onassis.
W Polsce film można było zobaczyć na antenie stacji Hallmark Channel, a także 13th Street Universal.

## Główne role
- Tim Matheson - John F. Kennedy
- Joanne Whalley - Jackie Bouvier Kennedy Onassis
- Tom Skerritt - Joseph P. 'Joe' Kennedy
- Frances Fisher - Janet Lee Bouvier Auchincloss
- Andrew McCarthy - Robert 'Bobby' Kennedy
- Fred Ward - John Vernon 'Black Jack' Bouvier III
- Emily VanCamp  - Jackie (do 13 roku życia)
- Jeffrey Pierce - John F. Kennedy Jr.
- Frances Fisher - Janet Lee Bouvier Auchincloss
- Ted Whittall - Charles Bartlett
- Diane Baker - Rose Kennedy
- Philip Baker Hall - Aristotelis Onasis